# Spilosmylus togoensis
Spilosmylus togoensis là một loài côn trùng trong họ Osmylidae thuộc bộ Neuroptera. Loài này được Krüger miêu tả năm 1914.